# Steve Jones (Leichtathlet)

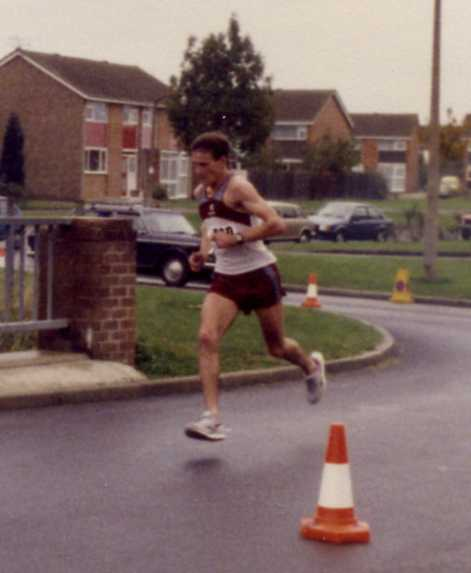
Steve Jones beim Swindon-Halbmarathon 1984

Steve Jones (Stephen Henry Jones; * 4. August 1955 in Tredegar, Wales) ist ein ehemaliger britischer Langstreckenläufer.

## Leben
Zehnmal trat er zwischen 1977 und 1987 für Wales bei den Crosslauf-Weltmeisterschaften an, kam dreimal unter die ersten Zehn und gewann 1984 die Bronzemedaille. Walisischer Meister wurde er neunmal im Crosslauf, zweimal über 5000 m und einmal über 10.000 m.
1983 stellte er mit 27:39,14 min seine Bestzeit über 10.000 m auf und belegte über diese Distanz bei den Leichtathletik-Weltmeisterschaften in Helsinki den zwölften Platz. Bei den Olympischen Spielen 1984 in Los Angeles wurde er Achter über 10.000 m und 1986 gewann er bei den Commonwealth Games in Edinburgh über dieselbe Distanz Bronze. Bei den Leichtathletik-Europameisterschaften kam er 1982 in Athen über 10.000 m auf den achten und 1986 in Stuttgart im Marathon auf den 20. Platz.
1984 siegte er beim Chicago-Marathon und stellte dabei mit 2:08:05 h einen Weltrekord im Marathonlauf auf. 1985 gewann er den London-Marathon in 2:08:16 h und wiederholte seinen Sieg in Chicago, wobei er mit 2:07:13 h nur eine Sekunde über dem neuen Weltrekord blieb, den Carlos Lopes im selben Jahr beim Rotterdam-Marathon aufgestellt hatte. Seine Zeit hatte jedoch über 32 Jahre als britischer Rekord Bestand, bevor sie beim London-Marathon 2018 von Mo Farah unterboten wurde. 1986 wurde er Zweiter beim Great North Run in 1:00:59 h, der bis dahin schnellsten Zeit eines britischen Läufers auf der Halbmarathon-Distanz. Diese zählt allerdings wegen des Gefälles der Strecke nicht als Rekord.
1988 siegte er beim New-York-City-Marathon. Beim Marathon der Leichtathletik-Weltmeisterschaften 1993 in Stuttgart wurde er Dreizehnter.
Steve Jones lebt heute in Boulder (Colorado).

## Bestzeiten
- 3000 m: 7:49,80 min, 13. Juli 1984, London
- 5000 m: 13:18,6 min, 10. Juni 1982, Lissabon
- 10.000 m: 27:39,14 min, 9. Juli 1983, Oslo
- 10-km-Straßenlauf: 27:59 min, 28. April 1984, Birmingham
- 15 km: 43:07 min, 11. Februar 1989, Tampa
- Halbmarathon: 1:01:14 h, 11. August 1985, Birmingham
- Marathon: 2:07:13 h, 20. Oktober 1985, Chicago